# سيتكا (ألاسكا)
سيتكا (بالإنجليزية: Sitka, Alaska) هي مدينة تقع في ولاية ألاسكا في الولايات المتحدة. تبلغ مساحة هذه المدينة 12461.8 (كم²)، وترتفع عن سطح البحر 8 م، بلغ عدد سكانها 8952 نسمة في عام 2010 حسب إحصاء مكتب تعداد الولايات المتحدة.

## التركيبة السكانية
حدّد مكتب تعداد الولايات المتحدة بيانات التركيبة السكانية لسيتكا في تعداد الولايات المتحدة. في ما يلي، التركيبة السكانية حسب تعدادي 2000 و2010.

### تعداد عام 2000
بلغ عدد سكان سيتكا 8,835 نسمة بحسب تعداد عام 2000، وبلغ عدد الأسر 3,278 أسرة وعدد العائلات 2,218 عائلة مقيمة في المدينة. في حين سجلت الكثافة السكانية 0.7 نسمة لكل كيلومتر مربع (1.8/ميل2). وبلغ عدد الوحدات السكنية 3,650 وحدة بمتوسط كثافة قدره 0.3 لكل كيلومتر مربع (0.8/ميل2).
وتوزع التركيب العرقي للمدينة بنسبة 68.50% من البيض و0.32% من الأمريكيين الأفارقة و18.57% من الأمريكيين الأصليين و3.79% من الأمريكيين ذوي الأصول الآسيوية و0.35% من سكان جزر المحيط الهادئ و0.94% من الأعراق الأخرى و7.53% من عرقين مختلطين أو أكثر و3.28% من الهسبانيون أو اللاتينيون من أي عرق.
بلغ عدد الأسر 3,278 أسرة كانت نسبة 39.5% منها لديها أطفال تحت سن الثامنة عشر تعيش معهم، وبلغت نسبة الأزواج القاطنين مع بعضهم البعض 53% من أصل المجموع الكلي للأسر، ونسبة 10.3% من الأسر كان لديها معيلات من الإناث دون وجود شريك، بينما كانت نسبة 4.4% من الأسر لديها معيلون من الذكور دون وجود شريكة وكانت نسبة 32.3% من غير العائلات. تألفت نسبة 24.5% من أصل جميع الأسر من عدة أفراد يعيشون في نفس المنزل ونسبة 5.4% كانت تتألف من شخص يعيش بمفرده يبلغ من العمر 65 عاماً أو أكثر. وبلغ متوسط حجم الأسرة المعيشية 2.61، أما متوسط حجم العائلات فبلغ 3.15.
بلغ العمر الوسطي للسكان 35.2 عاماً. وكانت نسبة 27.1% من القاطنين تحت سن الثامنة عشر، وكانت نسبة 8.4% بين الثامنة عشر والرابعة والعشرين عاماً، ونسبة 30.5% كانت واقعةً في الفئة العمرية ما بين الخامسة والعشرين والرابعة والأربعين عاماً، ونسبة 23.9% كانت ما بين الخامسة والأربعين والرابعة والستين، ونسبة 7.2% كانت ضمن فئة الخامسة والستين عاماً فما فوق. يوجد لكل 100 أنثى 104.0 ذكر، ويوجد لكل 100 أنثى في الثامنة عشر من عمرها فما فوق 104.6 ذكر.
بلغ متوسط دخل الأسرة في المدينة 51,901 دولارًا، أما متوسط دخل العائلة فبلغ 62,361 دولارًا. وكان متوسط دخل الذكور 40,037 دولارًا مقابل 30,319 دولارًا للإناث. وسجل دخل الفرد الخاص بالمدينة 23,622 دولارًا. وكانت نسبة 4.2% من العائلات ونسبة 7.8% من السكان تحت خط الفقر، وكان من هؤلاء نسبة 9.9% تحت سن الثامنة عشر ونسبة 7.2% في الخامسة والستين من العمر وما فوق.

### تعداد عام 2010
بلغ عدد سكان سيتكا 8,881 نسمة بحسب تعداد عام 2010، وبلغ عدد الأسر 3,545 أسرة وعدد العائلات 2,211 عائلة مقيمة في المدينة. في حين سجلت الكثافة السكانية 0.7 نسمة لكل كيلومتر مربع (1.8/ميل2). وبلغ عدد الوحدات السكنية 4,102 وحدة بمتوسط كثافة قدره 0.3 لكل كيلومتر مربع (0.8/ميل2).
وتوزع التركيب العرقي للمدينة بنسبة 65.29% من البيض و0.53% من الأمريكيين الأفارقة و16.81% من الأمريكيين الأصليين و5.96% من الأمريكيين ذوي الأصول الآسيوية و0.34% من سكان جزر المحيط الهادئ و1.27% من الأعراق الأخرى و9.81% من عرقين مختلطين أو أكثر و4.92% من الهسبانيون أو اللاتينيون من أي عرق.
بلغ عدد الأسر 3,545 أسرة كانت نسبة 32.5% منها لديها أطفال تحت سن الثامنة عشر تعيش معهم، وبلغت نسبة الأزواج القاطنين مع بعضهم البعض 45.5% من أصل المجموع الكلي للأسر، ونسبة 10.7% من الأسر كان لديها معيلات من الإناث دون وجود شريك، بينما كانت نسبة 6.1% من الأسر لديها معيلون من الذكور دون وجود شريكة وكانت نسبة 37.6% من غير العائلات. تألفت نسبة 29% من أصل جميع الأسر من عدة أفراد يعيشون في نفس المنزل ونسبة 8.2% كانت تتألف من شخص يعيش بمفرده يبلغ من العمر 65 عاماً أو أكثر. وبلغ متوسط حجم الأسرة المعيشية 2.43، أما متوسط حجم العائلات فبلغ 3.01.
بلغ العمر الوسطي للسكان 38.2 عاماً. وكانت نسبة 23.5% من القاطنين تحت سن الثامنة عشر، وكانت نسبة 8.1% بين الثامنة عشر والرابعة والعشرين عاماً، ونسبة 27.2% كانت واقعةً في الفئة العمرية ما بين الخامسة والعشرين والرابعة والأربعين عاماً، ونسبة 29.8% كانت ما بين الخامسة والأربعين والرابعة والستين، ونسبة 11.4% كانت ضمن فئة الخامسة والستين عاماً فما فوق. وتوزع التركيب الجنسي للسكان بنسبة 50.5% ذكور و49.5% إناث.

## المناخ
يظهر الجدول التالي التغييرات المناخية على مدار السنة لسيتكا:
| البيانات المناخية لـسيتكا           | البيانات المناخية لـسيتكا | البيانات المناخية لـسيتكا | البيانات المناخية لـسيتكا | البيانات المناخية لـسيتكا | البيانات المناخية لـسيتكا | البيانات المناخية لـسيتكا | البيانات المناخية لـسيتكا | البيانات المناخية لـسيتكا | البيانات المناخية لـسيتكا | البيانات المناخية لـسيتكا | البيانات المناخية لـسيتكا | البيانات المناخية لـسيتكا | البيانات المناخية لـسيتكا |
| الشهر                               | يناير                     | فبراير                    | مارس                      | أبريل                     | مايو                      | يونيو                     | يوليو                     | أغسطس                     | سبتمبر                    | أكتوبر                    | نوفمبر                    | ديسمبر                    | المعدل السنوي             |
| ----------------------------------- | ------------------------- | ------------------------- | ------------------------- | ------------------------- | ------------------------- | ------------------------- | ------------------------- | ------------------------- | ------------------------- | ------------------------- | ------------------------- | ------------------------- | ------------------------- |
| الدرجة القصوى °ف (°م)               | 60 (16)                   | 61 (16)                   | 67 (19)                   | 76 (24)                   | 82 (28)                   | 85 (29)                   | 88 (31)                   | 84 (29)                   | 77 (25)                   | 68 (20)                   | 65 (18)                   | 65 (18)                   | 88 (31)                   |
| الحد الأقصى المتوسط °ف (°م)         | 49.7 (9.8)                | 49.7 (9.8)                | 51.5 (10.8)               | 59.7 (15.4)               | 66.6 (19.2)               | 70.0 (21.1)               | 71.6 (22.0)               | 71.9 (22.2)               | 67.5 (19.7)               | 59.0 (15.0)               | 52.9 (11.6)               | 49.8 (9.9)                | 76.6 (24.8)               |
| متوسط درجة الحرارة الكبرى °ف (°م)   | 40.5 (4.7)                | 41.3 (5.2)                | 43.0 (6.1)                | 48.2 (9.0)                | 53.1 (11.7)               | 57.8 (14.3)               | 60.4 (15.8)               | 61.9 (16.6)               | 57.8 (14.3)               | 50.5 (10.3)               | 43.7 (6.5)                | 41.4 (5.2)                | 50.0 (10.0)               |
| المتوسط اليومي °ف (°م)              | 36.4 (2.4)                | 36.7 (2.6)                | 38.0 (3.3)                | 42.5 (5.8)                | 47.8 (8.8)                | 52.8 (11.6)               | 56.2 (13.4)               | 57.2 (14.0)               | 53.0 (11.7)               | 46.1 (7.8)                | 39.5 (4.2)                | 37.0 (2.8)                | 45.3 (7.4)                |
| متوسط درجة الحرارة الصغرى °ف (°م)   | 32.3 (0.2)                | 32.1 (0.1)                | 32.9 (0.5)                | 36.8 (2.7)                | 42.4 (5.8)                | 47.8 (8.8)                | 52.0 (11.1)               | 52.5 (11.4)               | 48.2 (9.0)                | 41.6 (5.3)                | 35.2 (1.8)                | 33.1 (0.6)                | 40.6 (4.8)                |
| الحد الأدنى المتوسط °ف (°م)         | 16.5 (−8.6)               | 19.4 (−7.0)               | 22.0 (−5.6)               | 29.3 (−1.5)               | 34.6 (1.4)                | 41.0 (5.0)                | 46.3 (7.9)                | 46.0 (7.8)                | 39.6 (4.2)                | 32.2 (0.1)                | 24.6 (−4.1)               | 18.8 (−7.3)               | 10.6 (−11.9)              |
| أدنى درجة حرارة °ف (°م)             | 0 (−18)                   | −1 (−18)                  | 4 (−16)                   | 15 (−9)                   | 29 (−2)                   | 35 (2)                    | 41 (5)                    | 34 (1)                    | 31 (−1)                   | 20 (−7)                   | 2 (−17)                   | 1 (−17)                   | −1 (−18)                  |
| الهطول إنش (مم)                     | 8.74 (222)                | 6.26 (159)                | 5.83 (148)                | 4.26 (108)                | 4.26 (108)                | 2.88 (73)                 | 3.99 (101)                | 7.00 (178)                | 11.85 (301)               | 13.16 (334)               | 9.85 (250)                | 8.59 (218)                | 86.66 (2٬201)             |
| متوسط تساقط الثلوج إنش (سم)         | 9.1 (23)                  | 8.5 (22)                  | 5.1 (13)                  | 1.0 (2.5)                 | 0 (0)                     | 0 (0)                     | 0 (0)                     | 0 (0)                     | 0 (0)                     | 0.3 (0.76)                | 5.0 (13)                  | 4.0 (10)                  | 33.0 (84)                 |
| متوسط أيام هطول الأمطار (≥ 0.01 in) | 22.0                      | 16.8                      | 18.7                      | 17.2                      | 17.5                      | 15.5                      | 18.6                      | 19.4                      | 22.3                      | 24.4                      | 21.6                      | 21.0                      | 235                       |
| متوسط الأيام المثلجة (≥ 0.1 in)     | 4.8                       | 4.0                       | 3.3                       | 0.8                       | 0.1                       | 0                         | 0                         | 0                         | 0                         | 0.4                       | 3.3                       | 2.7                       | 19.3                      |
| المصدر: NOAA                        |                           |                           |                           |                           |                           |                           |                           |                           |                           |                           |                           |                           |                           |

## توأمة
لسيتكا (ألاسكا) اتفاقيات توأمة مع:
- نيمورو

## أعلام
- غريغوري
- فريدريك بروستر لوميس
- جون غرين برادي

## وصلات خارجية
- www.cityofsitka.com
- Community Information نسخة محفوظة 24 فبراير 2014 على موقع واي باك مشين.